# Nicarete albostictipennis
Nicarete albostictipennis là một loài bọ cánh cứng trong họ Cerambycidae.